# Fußball-Weltmeisterschaft der Frauen 2011/Schweden
Dieser Artikel behandelt die Schwedische Fußballnationalmannschaft der Frauen bei der Fußball-Weltmeisterschaft der Frauen 2011 in Deutschland. Schweden lag vor der WM auf Platz 5 der FIFA-Weltrangliste und nahm an allen vorherigen Weltmeisterschaften teil. 2003 wurde Schweden Vizeweltmeister und 1991 Dritter. Für Schweden galt die WM gleichzeitig als Qualifikation für die Olympischen Spiele 2012 in London, für die sich die zwei besten europäischen Mannschaften der WM qualifizierten.

## Qualifikation
Schweden qualifizierte sich gegen den Nachbarn Dänemark  in den Play-offs der Gruppensieger für die WM, nachdem man sich in der Gruppenphase gegen Tschechien durchsetzen konnte. Das Hinspiel gegen Dänemark konnten die Schwedinnen mit 2:1 gewinnen, im Rückspiel gingen die Däninnen mit 2:0 in Führung und wären damit qualifiziert gewesen. Charlotte Rohlin gelang zunächst in der 73. Minute der Anschlusstreffer zum 1:2, so dass das Spiel verlängert werden musste, und in der 94. Minute der Ausgleich zum 2:2, so dass Schweden qualifiziert war. Die meisten Tore für Schweden erzielten Caroline Seger (7) und Jessica Landström (6). Beim 17:0 gegen Aserbaidschan, dem höchsten Sieg Schwedens und gleichzeitig höchsten Niederlage Aserbaidschans, waren acht Schwedinnen als Torschützinnen erfolgreich, zusätzlich fielen zwei Eigentore durch aserbaidschanische Spielerinnen. Dabei gelangen Linnea Liljegärd als einziger Spielerin drei Tore.

### Ergebnisse der Gruppenspiele
| Pl. | Team          | Sp. | S | U | N | Tore  | Pkt. |
| --- | ------------- | --- | - | - | - | ----- | ---- |
| 1   | Schweden      | 8   | 7 | 1 | 0 | 36:03 | 22   |
| 2   | Tschechien    | 8   | 4 | 1 | 3 | 19:06 | 13   |
| 3   | Belgien       | 8   | 3 | 1 | 4 | 18:13 | 10   |
| 4   | Wales         | 8   | 3 | 0 | 5 | 23:16 | 09   |
| 5   | Aserbaidschan | 8   | 1 | 1 | 6 | 02:60 | 04   |

| 23.09.2009 | Göteborg  | Schweden      | – | Belgien       | 02:1 (1:0) |
| 24.10.2009 | Baku      | Aserbaidschan | – | Schweden      | 00:3 (0:1) |
| 28.10.2009 | Löwen     | Belgien       | – | Schweden      | 01:4 (0:1) |
| 31.03.2010 | Broughton | Wales         | – | Schweden      | 00:4 (0:0) |
| 19.06.2010 | Göteborg  | Schweden      | – | Tschechien    | 00:0       |
| 23.06.2010 | Göteborg  | Schweden      | – | Aserbaidschan | 17:0 (7:0) |
| 21.08.2010 | Prag      | Tschechien    | – | Schweden      | 00:1 (0:1) |
| 25.08.2010 | Växjö     | Schweden      | – | Wales         | 05:1 (2:0) |

## WM-Kader
Am 30. Mai 2011 nominierte Thomas Dennerby 21 Spielerinnen für die WM. Erfahrenste Spielerin des Kaders ist Rekordnationalspielerin Therese Sjögran mit 169 Länderspielen, die auch schon bei den Weltmeisterschaften 2003 und 2007 zum Einsatz kam. Die Spielerinnen haben eine Durchschnittsgröße von 1,73 m – nur der deutsche Kader ist im Durchschnitt wenige Millimeter größer. Dabei ist Sara Thunebro mit 1,65 m die kleinste und Jessica Landström mit 1,80 m die größte Spielerin.
| Nr.                     | Spieler             | Geburtsdatum | Verein                   | Debüt | Länderspiele | Länderspieltore | WM-Spiele      | WM 2011 | WM 2011 | WM 2011      | WM 2011          | WM 2011     | WM 2011 |
|                         |                     |              |                          |       |              |                 |                | Sp.     | Tore    | Gelbe Karten | Gelb-Rote Karten | Rote Karten |         |
| Tor                     | Tor                 | Tor          | Tor                      | Tor   | Tor          | Tor             | Tor            | Tor     | Tor     | Tor          | Tor              | Tor         |         |
| ----------------------- | ------------------- | ------------ | ------------------------ | ----- | ------------ | --------------- | -------------- | ------- | ------- | ------------ | ---------------- | ----------- | ------- |
| 1                       | Hedvig Lindahl      | 29.04.1983   | Kristianstads DFF        | 2002  | 077          | 0               | 3 (2007)       | 6       | 0       | 0            | 0                | 0           |         |
| 12                      | Kristin Hammarström | 29.03.1982   | Kopparbergs/Göteborg FC  | 2008  | 012          | 0               | 0 (2007)       | 0       | 0       | 0            | 0                | 0           |         |
| 21                      | Sofia Lundgren      | 20.09.1982   | Linköpings FC            | 2002  | 023          | 0               | 1 (2003)       | 0       | 0       | 0            | 0                | 0           |         |
| Abwehr                  |                     |              |                          |       |              |                 |                |         |         |              |                  |             |         |
| 2                       | Charlotte Rohlin    | 02.12.1980   | Linköpings FC            | 2007  | 051          | 06              | 0 (2007)       | 6       | 0       | 0            | 0                | 0           |         |
| 3                       | Linda Sembrant      | 15.05.1987   | Kopparbergs/Göteborg FC  | 2008  | 026          | 01              |                | 2       | 0       | 0            | 0                | 0           |         |
| 4                       | Annica Svensson     | 03.03.1983   | Tyresö FF                | 2010  | 020          | 0               |                | 6       | 0       | 1            | 0                | 0           |         |
| 6                       | Sara Thunebro       | 26.04.1979   | 1. FFC Frankfurt         | 2004  | 080          | 03              | 2 (2007)       | 6       | 0       | 0            | 0                | 0           |         |
| 7                       | Sara Larsson        | 13.05.1979   | KIF Örebro               | 2000  | 110          | 08              | 5 (2003)       | 6       | 0       | 0            | 0                | 0           |         |
| 13                      | Lina Nilsson        | 17.06.1987   | LdB FC Malmö             | 2009  | 029          | 0               |                | 1       | 0       | 0            | 0                | 0           |         |
| Mittelfeld              |                     |              |                          |       |              |                 |                |         |         |              |                  |             |         |
| 5                       | Caroline Seger      | 19.03.1985   | Western New York Flash   | 2005  | 083          | 12              | 3 (2007)       | 3       | 0       | 2            | 0                | 0           |         |
| 10                      | Sofia Jakobsson     | 23.04.1990   | Umeå IK                  | 2011  | 05           | 0               |                | 2       | 0       | 0            | 0                | 0           |         |
| 11                      | Antonia Göransson   | 16.09.1990   | Hamburger SV             | 2010  | 013          | 0               |                | 2       | 0       | 0            | 0                | 0           |         |
| 15                      | Therese Sjögran     | 08.04.1977   | Sky Blue FC              | 1997  | 176          | 19              | 8 (2003, 2007) | 6       | 1       | 1            | 0                | 0           |         |
| 17                      | Lisa Dahlkvist      | 20.02.1987   | Kopparbergs/Göteborg FC  | 2008  | 043          | 09              |                | 6       | 3       | 0            | 0                | 0           |         |
| 18                      | Nilla Fischer       | 02.08.1984   | LdB FC Malmö             | 2001  | 078          | 11              | 2 (2007)       | 5       | 1       | 2            | 0                | 0           |         |
| 20                      | Marie Hammarström   | 29.03.1982   | KIF Örebro               | 2010  | 013          | 01              |                | 3       | 1       | 0            | 0                | 0           |         |
| Angriff                 |                     |              |                          |       |              |                 |                |         |         |              |                  |             |         |
| 8                       | Lotta Schelin       | 27.02.1984   | Olympique Lyon           | 2004  | 095          | 40              | 3 (2007)       | 6       | 2       | 0            | 0                | 0           |         |
| 9                       | Jessica Landström   | 12.12.1984   | 1. FFC Frankfurt         | 2007  | 055          | 17              |                | 3       | 1       | 0            | 0                | 0           |         |
| 14                      | Josefine Öqvist     | 23.07.1983   | Tyresö FF                | 2002  | 070          | 18              | 4 (2003)       | 5       | 1       | 0            | 0                | 1           |         |
| 16                      | Linda Forsberg      | 19.06.1985   | LdB FC Malmö             | 2007  | 033          | 04              | 2 (2007)       | 6       | 0       | 0            | 0                | 0           |         |
| 19                      | Madelaine Edlund    | 15.09.1985   | Tyresö FF                | 2007  | 023          | 01              | 0 (2007)       | 2       | 0       | 0            | 0                | 0           |         |
| Trainerstab             |                     |              |                          |       |              |                 |                |         |         |              |                  |             |         |
| Förbundskapten          | Thomas Dennerby     | 13.08.1959   | Svenska Fotbollförbundet | 2005  | 95           |                 | 3 (2007)       | 6       | 0       | 0            | 0                | 0           |         |
| Co-Trainerin            | Ann-Helén Grahm     |              |                          |       |              |                 |                | 6       | 0       | 0            | 0                | 0           |         |
| Torwarttrainer          | Mikael Olsson       | 22.11.1957   |                          |       |              |                 |                | 6       | 0       | 0            | 0                | 0           |         |
| Anmerkungen:1. 2. 3. 4. |                     |              |                          |       |              |                 |                |         |         |              |                  |             |         |

## Vorbereitung
Zur Vorbereitung auf das Turnier wurden vier Freundschaftsspiele angesetzt. Zudem fand am 15. Mai 2011 ein inoffizielles Spiel gegen England statt, das mit 1:0 gewonnen wurde.
| Datum         | Ort                     | Gegner  | Ergebnis  | Torschützen                       |
| ------------- | ----------------------- | ------- | --------- | --------------------------------- |
| 2. April 2011 | Palestrina Calcio (Rom) | Kanada  | 1:0 (0:0) | Charlotte Rohlin                  |
| 17. Mai 2011  | Kassam Stadium (Oxford) | England | 0:2 (0:0) | -; Jill Scott, Karen Carney       |
| 16. Juni 2011 | Göteborg                | Mexiko  | 2:0 (1:0) | Lisa Dahlkvist, Lotta Schelin     |
| 23. Juni 2011 | Bochum (Deutschland)    | Japan   | 1:1 (0:1) | Therese Sjögran; Azusa Iwashimizu |

## Gruppenspiele
In Gruppe C traf Schweden im ersten Spiel erstmals in einem A-Länderspiel auf WM-Neuling Kolumbien, gegen dessen U-20-Mannschaft die schwedische U-20-Mannschaft bei der U-20-WM vor einem Jahr mit 0:2 verloren hatte. Die Schwedinnen führten das Spiel weitgehend überlegen und kamen in den ersten 20 Minuten zu mehreren guten Torchancen, bei denen aber die Präzision im Abschluss fehlte. Kolumbien konnte dann zwar die Schwedinnen besser vom eigenen Tor fernhalten, erarbeitete sich selber aber trotz höherem Ballbesitz keine Torchancen. In der 57. Minute gelang Jessica Landström nach Vorarbeit von Lotta Schelin der 1:0-Siegtreffer. Weitere Chancen konnten nicht verwertet werden und am Ende verwalteten die Schwedinnen das Resultat.
Im zweiten Spiel traf Schweden auf Nordkorea, den Zweiten der Asienmeisterschaft 2010. Die Schwedinnen begannen mit derselben Aufstellung wie gegen Kolumbien und bereits in der 2. Minute hatte Lotta Schelin die erste gute Torchance, schoss aber am Tor vorbei. Nordkorea konnte dann aber die Räume enger machen und so kamen die Schwedinnen kaum zu weiteren Möglichkeiten. Die Nordkoreanerinnen waren aber ihrerseits auch nicht in der Lage gute Torchancen zu erspielen. Auch in der zweiten Halbzeit dauerte es lange bis sich wieder Torszenen ergaben, wobei die Schwedinnen doch spielbestimmender wurden. In der 64. Minute verwertete dann Lisa Dahlkvist eine feine Kombination zum 1:0-Siegtreffer. Denn trotz Bemühungen kamen die Nordkoreanerinnen nur zu einer einzigen Chance, bei der Sara Thunebro auf der Linie klären musste. Die besseren Chancen hatten aber die Schwedinnen zum Schluss, scheiterten aber mehrmals an ihrer Abschlussschwäche. Es war der vierte Sieg im vierten Spiel gegen Nordkorea und zum ersten Mal konnte Schweden die ersten beiden Spiele bei einer WM gewinnen.
Im letzten Spiel trafen sie auf den von der Schwedin Pia Sundhage trainierten Olympiasieger USA. Die Schwedinnen mussten in diesem Spiel auf ihre Kapitänin Caroline Seger verzichten, die gegen Nordkorea ihre zweite Gelbe Karte erhalten hatte. Sie wurde von Nilla Fischer vertreten, die zuvor jeweils nur eingewechselt worden war. Es war das 30. Aufeinandertreffen beider Mannschaften, viermal hatte Schweden gewonnen, sieben Spiele endeten remis, wovon Schweden eins im Elfmeterschießen gewann. 18 Spiele konnten die USA gewinnen, davon drei bei Weltmeisterschaften. Zuletzt trafen beide im Januar beim Vier-Nationen-Turnier aufeinander, wo Schweden mit 2:1 gewann. Beide Mannschaften waren bereits für das Viertelfinale qualifiziert, es ging also nur noch um den Gruppensieg, d. h. wer im Viertelfinale gegen Vizeweltmeister Brasilien und wer gegen die Australierinnen spielt, die überraschend Ex-Weltmeister Norwegen ausgeschaltet hatten. Beide Mannschaften spielten von Beginn an auf Sieg. In der 14. Minute drang die schwedische Stürmerin Lotta Schelin in den US-Strafraum ein und wurde von Amy LePeilbet gelegt, die schon in den vorherigen Spielen Schwächen gezeigt hatte. Den Strafstoß verwandelte Lisa Dahlkvist zum 1:0, die schon den Siegtreffer gegen Nordkorea geschossen hatte. In der Folgezeit hatten beide Mannschaften viele Tormöglichkeiten, eine nutzte die Ersatzspielführerin Fischer in der 35. Minute als sie einen Freistoß aus 25 m direkt aufs Tor schoss und der Ball unhaltbar für Hope Solo ins Tor abgefälscht wurde. Nach dem Wechsel drängten die USA auf den Anschluss, waren aber zumeist zu unpräzise oder verfingen sich immer wieder in der schwedischen Abwehr. Erst in der 67. Minute gelang Abby Wambach mit ihrem 119. Länderspieltor der Anschlusstreffer, als sie eine scharf in den Strafraum geschlagene Ecke mit Kopf und Schulter ins Tor wuchtete. Die US-Girls drängten nun noch stärker auf den Ausgleich und da die Kräfte der Skandinavierinnen nachließen ergaben sich weitere Torchancen. Mit Glück und Geschick überstanden die Schwedinnen diese Phase. Gegen Ende hatten auch die Schwedinnen wieder einige Tormöglichkeiten bei Kontern, hatten aber Pech, dass ein Tor von Schelin nicht anerkannt wurde, da die Linienrichterin sie im Abseits sah. Es blieb daher beim 2:1 für Schweden, womit sie nach diesem ersten Sieg gegen die USA bei einer WM als Gruppensieger ins Viertelfinale einziehen. Für die USA war es die erste Niederlage im 18. WM-Vorrundenspiel.
| Rang | Land               | Tore | Punkte |
| ---- | ------------------ | ---- | ------ |
| 1    | Schweden           | 4:1  | 9      |
| 2    | Vereinigte Staaten | 6:2  | 6      |
| 3    | Nordkorea          | 0:3  | 1      |
| 4    | Kolumbien          | 0:4  | 1      |

| Dienstag, 28. Juni 2011, 15:00 Uhr in Leverkusen |   |                    |           |
| Kolumbien                                        | – | Schweden           | 0:1 (0:0) |
| Samstag, 2. Juli 2011, 14:00 Uhr in Augsburg     |   |                    |           |
| Nordkorea                                        | – | Schweden           | 0:1 (0:0) |
| Mittwoch, 6. Juli 2011, 20:45 Uhr in Wolfsburg   |   |                    |           |
| Schweden                                         | – | Vereinigte Staaten | 2:1 (2:0) |

## K.-o.-Spiele
| Sonntag, 10. Juli 2011, 13:00 Uhr in Augsburg   |   |            |           |
| Schweden                                        | – | Australien | 3:1 (2:1) |
| Mittwoch, 13. Juli 2011, 20:45 Uhr in Frankfurt |   |            |           |
| Japan                                           | – | Schweden   | 3:1 (1:1) |
| Samstag, 16. Juli 2011, 17:30 Uhr in Sinsheim   |   |            |           |
| Schweden                                        | – | Frankreich | 2:1 (1:0) |

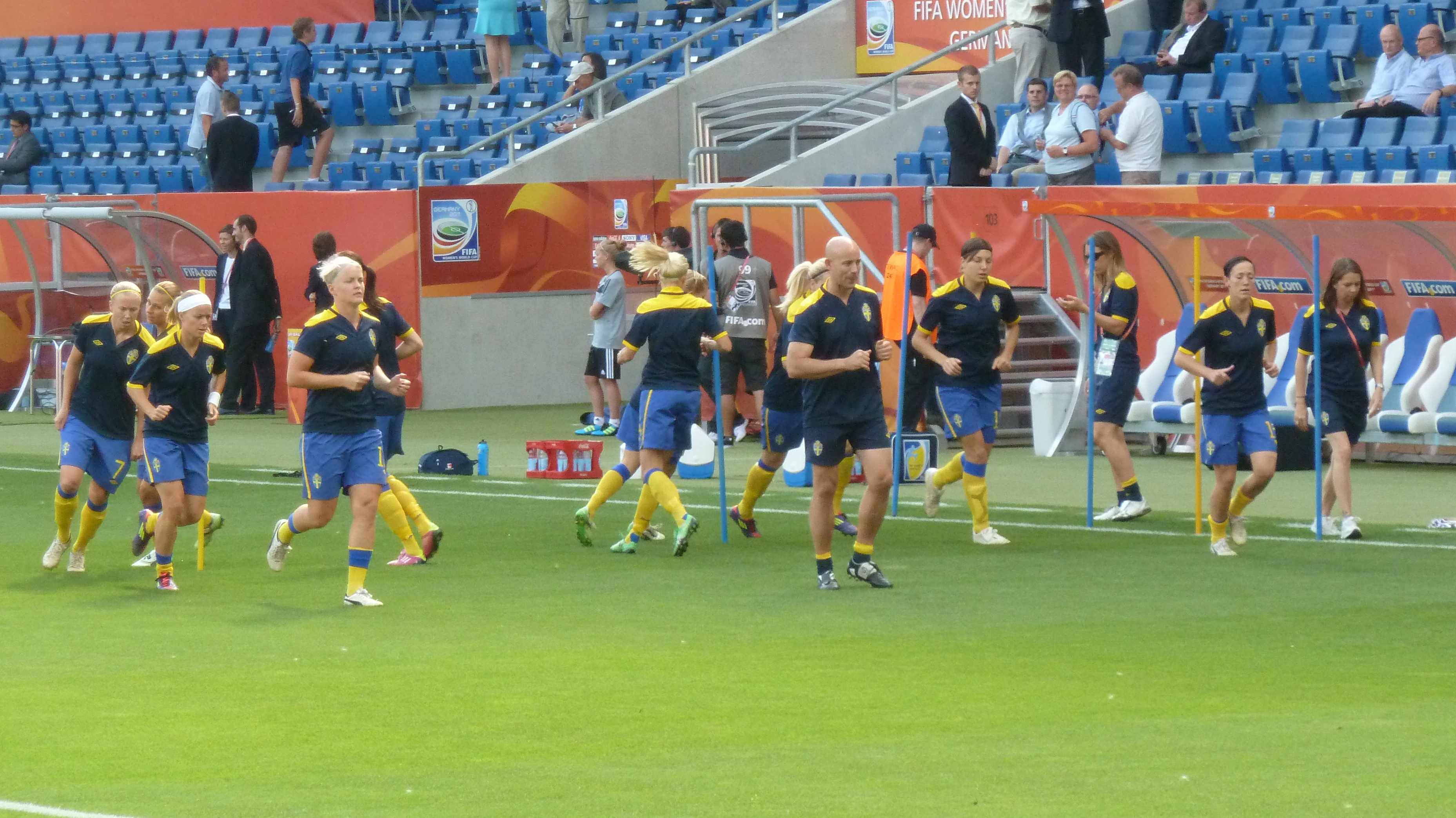
Vorbereitung auf das Spiel um Platz gegen Frankreich (2011)

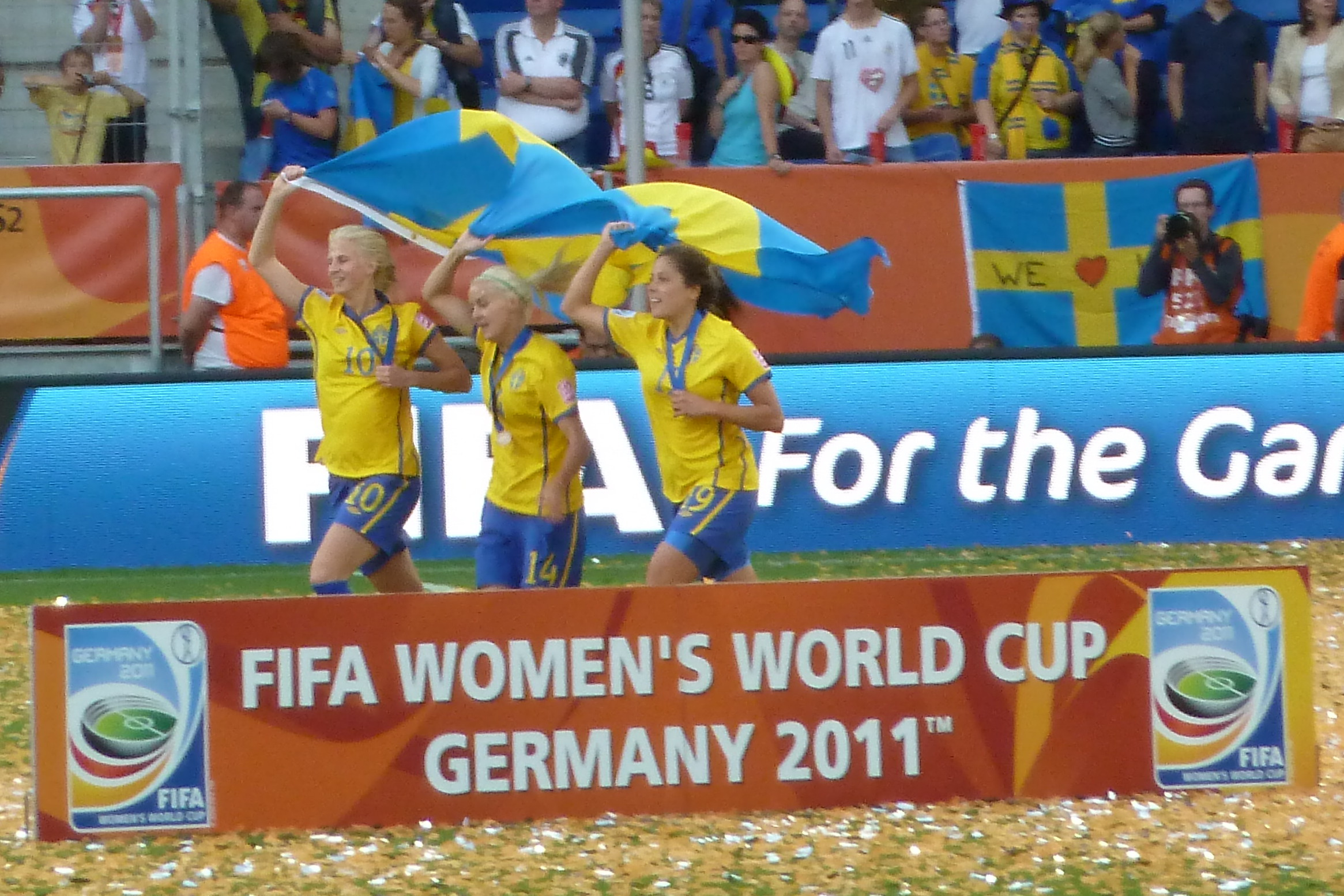
Sofia Jakobsson, Josefine Öqvist und Madelaine Edlund feiern den Gewinn von Platz 3 bei der WM in Deutschland

Als Gruppensieger traf Schweden im Viertelfinale am 10. Juli in Augsburg auf Australien, den Gruppenzweiten der Gruppe D. Bisher gab es acht Spiele zwischen Schweden und Australien, fünfmal gewann Schweden – zuletzt im Viertelfinale der Olympischen Spiele von Athen. Nur einmal konnte Australien direkt gewinnen, zwei Spiele endeten remis, wovon Australien eins im Elfmeterschießen gewann.
Auch diesmal konnten sich die Schwedinnen durchsetzen, bei denen Caroline Seger nach ihrer Gelb-Sperre wieder als Spielführerin agierte. Bereits in der 11. Minute erzielte Rekordnationalspielerin Therese Sjögran das 1:0 und bereitete fünf Minuten später das 2:0 durch Lisa Dahlkvist vor, der damit ihr drittes WM-Tor gelang. Die erstmals eingesetzte Ellyse Perry machte es in der 40. Minute wieder spannend als ihr durch einen Schuss vom Strafraumeck in den Torwinkel der 1:2-Anschlusstreffer für die Matildas gelang. Sieben Minuten nach dem Wechsel gelang Lotta Schelin, der Spielerin des Spiels der 3:1-Endstand, als sie einen Rückpass von Kim Carroll erlief, die Torhüterin ausspielte und ins Tor schoss. Australien fehlten danach die Ideen um das Blatt noch einmal zu wenden. Damit steht Schweden zum dritten Mal im Halbfinale und trifft am 13. Juli 2011 in Frankfurt am Main auf Japan, den Bezwinger der deutschen Mannschaft.
Bisher gab es acht Spiele zwischen beiden Ländern, viermal gewann Schweden, zweimal gewann Japan und zweimal trennte man sich remis, zuletzt bei einem Testspiel vor der WM am 23. Juni in Bochum.
Mit dem Erreichen des Halbfinales konnte sich Schweden für die Olympischen Spiele in London qualifizieren, da die deutsche Mannschaft gegen Japan und Norwegen in der Vorrunde ausgeschieden war.
Das Halbfinale musste Schweden ohne ihre etatmäßige Spielführerin Caroline Seger bestreiten, da diese sich beim Aufwärmen verletzt hatte. Sie musste somit kurzfristig durch Marie Hammarström ersetzt werden, da auch Nilla Fischer aufgrund einer Gelb-Sperre nicht zur Verfügung stand. Dennoch konnte Schweden in der 10. Minute durch das erste WM-Tor von Josefine Öqvist mit 1:0 in Führung gehen. Aber bereits in der 19. Minute konnte Nahomi Kawasumi mit ihrem ersten WM-Tor ausgleichen. In der 60. Minute gelang dann Homare Sawa ihr viertes Tor bei dieser WM durch einen Kopfball und die 2:1-Führung. Wiederum Kawasumi stellte in der 64. Minute den 3:1-Sieg für Japan sicher.
Schweden spielte am 16. Juli im kleinen Finale in Sinsheim gegen Frankreich. Davor hatte es 16 Spiele zwischen diesen beiden Mannschaften gegeben, 10 gewann Schweden, vier die Französinnen und zwei endeten remis. Zuletzt trafen beide beim Algarve-Cup 2007 im Spiel um Platz drei aufeinander, das Schweden mit 3:1 gewann. Auch 2011 war Schweden mit 2:1 siegreich und errang so Platz 3 der Weltmeisterschaft in Deutschland. Schweden musste wieder ohne Seger antreten, dafür stand Nilla Fischer wieder zur Verfügung. In der 29. Minute gelang Lotta Schelin mit ihrem zweiten Turniertor die 1:0-Führung. Beim Abwehrversuch verletzte sich die französische Torhüterin Bérangère Sapowicz und musste ebenso wie die bereits mit Problemen ins Spiel gegangene Louisa Nécib ausgewechselt werden. Kurz nach dem 1:0 scheiterten die Französinnen bei Torschussversuchen an der Latte bzw. an der diesmal fehlerfrei spielenden Hedvig Lindahl. In der zweiten Hälfte drängten die Französinnen auf den Ausgleich und wurden in der 56. Minute durch das Tor von Élodie Thomis belohnt. In der 68. Minute wurde Josefine Öqvist nach einer Tätlichkeit gegen Sonia Bompastor vom Platz gestellt. Da die Zuschauer die Tätlichkeit nicht erkennen konnten, wurde Bompastor fortan bei jedem Ballkontakt ausgepfiffen. Die Französinnen, die zuvor die Oberhand gewonnen hatten, konnten die zahlenmäßige Überlegenheit aber nicht ausnutzen – die besseren Tormöglichkeiten hatte das schwedische Team. Eine davon – nach einer unberechtigten Ecke – nutzte die eingewechselte Marie Hammarström in der 82. Minute und erzielte mit ihrem ersten Länderspieltor den 2:1-Siegtreffer.

## Auszeichnungen
- Caroline Seger und Lotta Schelin wurden in das All-Star-Team gewählt.[10]
- Das Tor von Marie Hammarström gegen Frankreich wurden für die Wahl zum besten Tor des Turniers nominiert und von den Usern von FIFA.com zum drittschönsten Tor gewählt.[11]